# Cyrtosia tetragramma
Cyrtosia tetragramma är en tvåvingeart som beskrevs av Mario Bezzi 1926. Cyrtosia tetragramma ingår i släktet Cyrtosia och familjen svävflugor.
Artens utbredningsområde är Egypten. Inga underarter finns listade i Catalogue of Life.